# Brillenpinguine

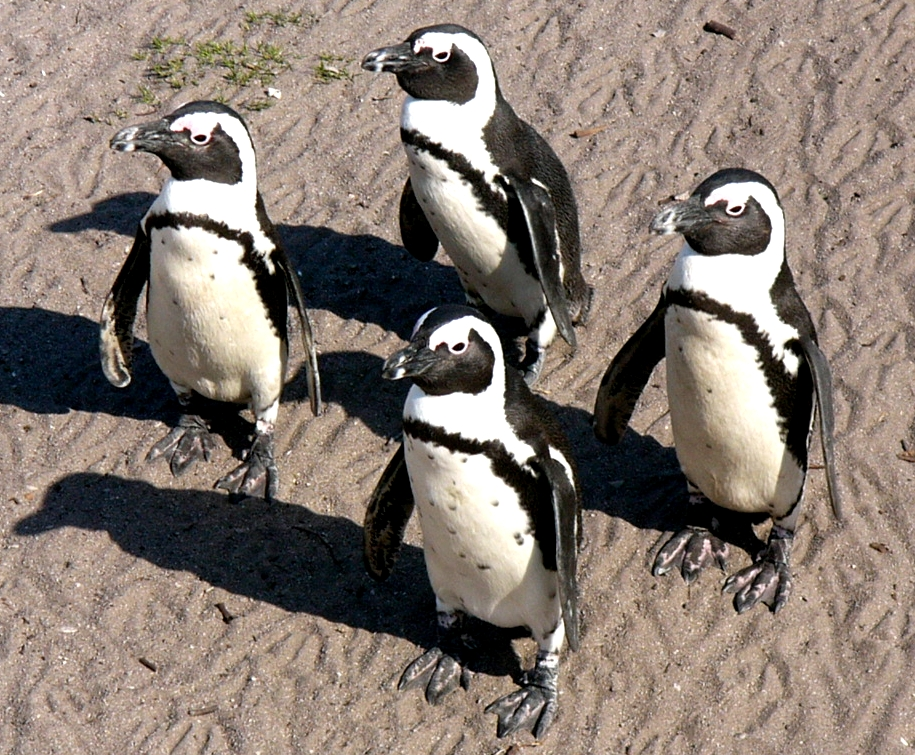
Brillenpinguine am Stony Point in Betty’s Bay

Die Brillenpinguine (Spheniscus) sind eine Vogelgattung innerhalb der Familie der Pinguine (Spheniscidae). Sie bilden eine sehr homogene Gattung, die vermutlich sehr jungen Ursprungs ist. Mit dem Galápagospinguin gehört zu dieser Gattung die einzige Pinguinart, die auf der nördlichen Hemisphäre brütet. Der Humboldtpinguin, der ebenfalls zu dieser Gattung zählt, war ursprünglich außerordentlich häufig. Es gab in jüngster Zeit jedoch auf Grund von Überfischung seiner Hauptnahrung, den Sardellen, sowie durch den Guanoabbau und damit einer Vernichtung seiner Brutmöglichkeiten einen starken Bestandsrückgang.

## Merkmale
Die vier Arten zeichnen sich durch schwarze Streifen an den Flanken, ein charakteristisches schwarz-weißes Kopfmuster und nackte Haut am Kopf aus. Die kleinste Art ist der Galápagospinguin, der eine Körperlänge von 55 Zentimeter erreicht. Humboldtpinguin und Magellanpinguin erreichen jeweils eine Körperlänge von 70 Zentimeter. Der Brillenpinguin ist mit einer Körperlänge von 65 Zentimeter geringfügig kleiner. Alle Arten brüten in Höhlen. Die Brutdauer beträgt zwischen 37 und 43 Tagen.

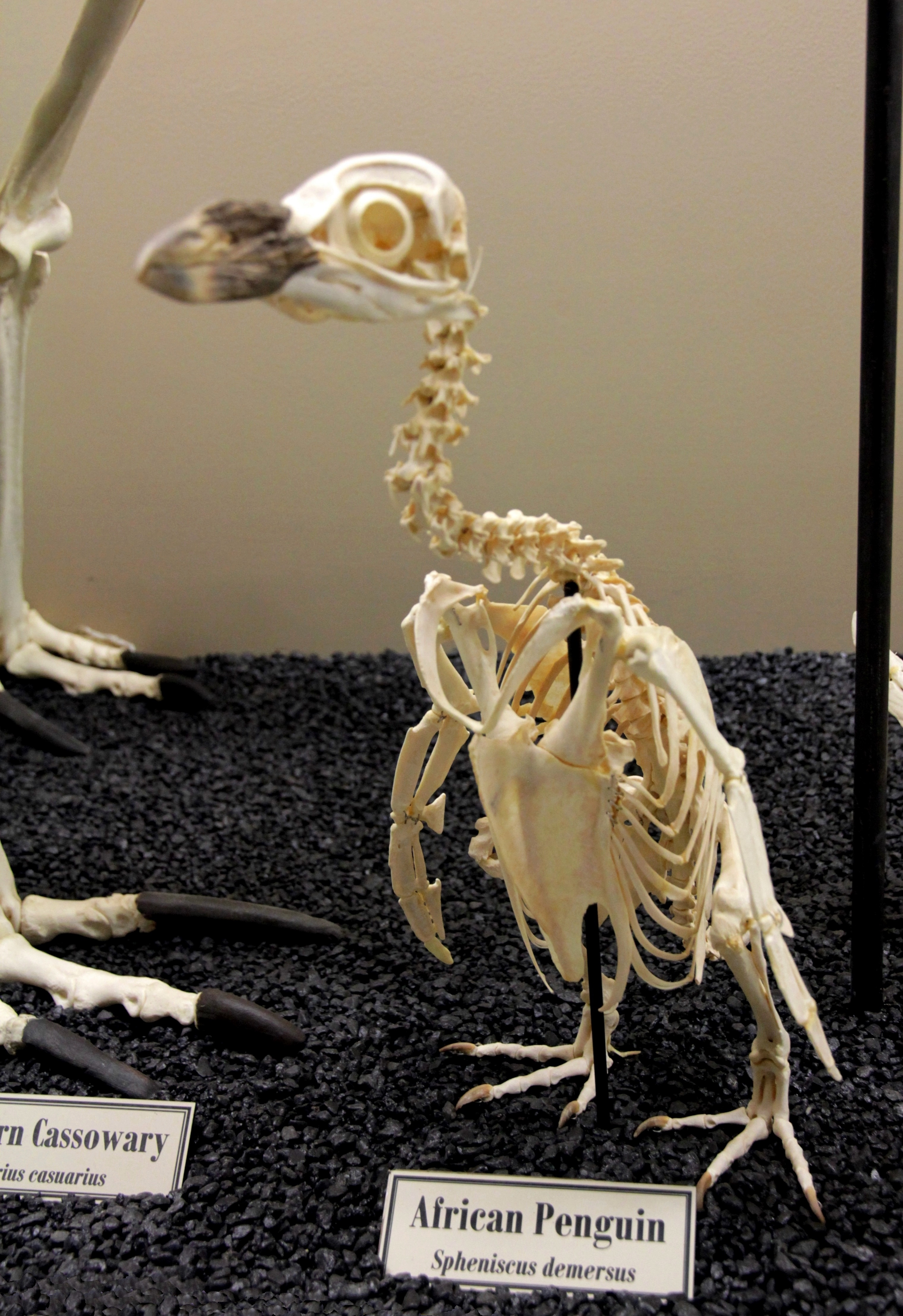
Brillenpinguin-Skelett, Museum of Osteology

Da sich die Galápagos-Inseln auf dem Äquator befinden, sind die Galápagos-Pinguine der Insel Isabela die einzige Pinguinart, die auch auf der nördlichen Hemisphäre brüten. Damit sind sie die am weitesten nördlich lebenden Pinguine. Die Vögel bleiben das ganze Jahr über bei ihren Kolonien, Brutzeit und Mauser sind meist sehr variabel und recht unabhängig von der Jahreszeit. Zwergpinguine und die Jungen der Brillenpinguine sehen sich sehr ähnlich, ein Befund, der als Hinweis auf die enge Verwandtschaft der beiden Gattungen gewertet wird.

## Arten

### Rezente Arten
Es werden gegenwärtig vier rezente Arten unterschieden.

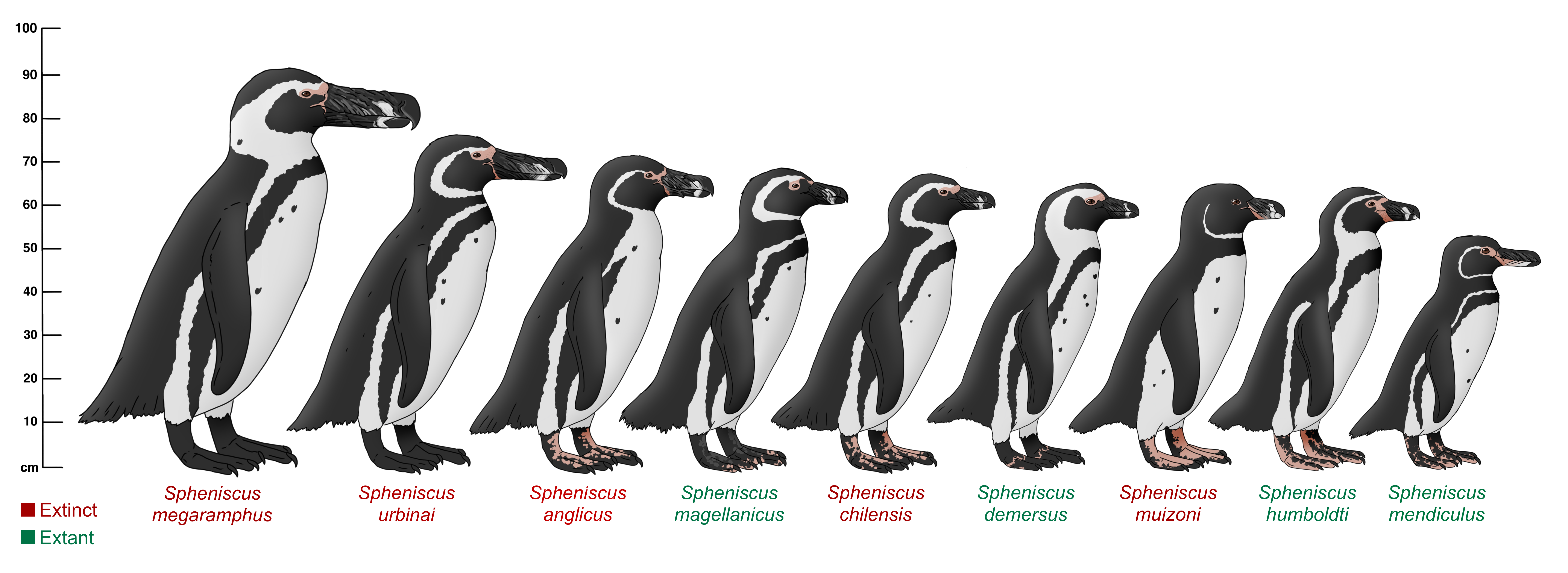
Rezente (grün) und ausgestorbene (rot) Arten der Gattung Brillenpinguine

| Bild | Trivialname       | Wissenschaftlicher Name | Beschreibung                                   |
| ---- | ----------------- | ----------------------- | ---------------------------------------------- |
|      | Magellan-Pinguin  | Spheniscus magellanicus | Brasilien, Argentinien, Chile, Falkland-Inseln |
|      | Humboldt-Pinguin  | Spheniscus humboldti    | Chile und Peru                                 |
|      | Galápagos-Pinguin | Spheniscus mendiculus   | Galápagos-Inseln                               |
|      | Brillenpinguin    | Spheniscus demersus     | Namibia, Südafrika                             |

### Ausgestorbene Arten
- Spheniscus anglicus (spätes Miozän, Chile)[2]
- Spheniscus chilensis (spätes Miozän/frühes Pliozän, Chile)[3]
- Spheniscus megaramphus (spätes Miozän/frühes Pliozän, Chile und Peru)[4][5]
- Spheniscus muizoni (mittleres/spätes Miozän, Peru)[6]
- Spheniscus urbinai (spätes Miozän/frühes Pliozän, Chile und Peru)[5]

Die ausgestorbene Art Spheniscus predemersus wird mittlerweile in die eigene Gattung Inguza gestellt.

## Einzelbelege
1. ↑  W. Grummt, H. Strehlow (Hrsg.): Zootierhaltung Vögel. Verlag Harri Deutsch, Frankfurt am Main 2009, ISBN 978-3-8171-1636-2, S. 61.
2. ↑  Richard D. Benson: A New Species of Penguin from the Late Miocene of Chile. Science Museum of Minnesota, 2015.
3. ↑  Biological Society of Washington, Biological Society of Washington, Biological Society of Washington, Biological Society of Washington, Smithsonian Institution, Smithsonian Institution: Proceedings of the Biological Society of Washington. Band 116. Biological Society of Washington, Washington 2003 (biodiversitylibrary.org [abgerufen am 16. August 2023]).
4. ↑  Marcelo Stucchi, Mario Urbina, Alfredo Giraldo: Una nueva especie de spheniscidae del Mioceno Tardío de la Formación Pisco, Perú. In: Bulletin de l'Institut français d'études andines. Nr. 32 (2), 1. September 2003, ISSN 0303-7495, S. 361–375, doi:10.4000/bifea.6541 (openedition.org [abgerufen am 16. August 2023]).
5. 1 2  Stucchi, M: Los pingüinos de la Formación Pisco (Neógeno), Perú. 2007, abgerufen am 16. August 2023 (spanisch).
6. ↑  Göhlich, Ursula B: The oldest fossil record of the extant penguin genus Spheniscus—a new species from the Miocene of Peru. 2007, abgerufen am 16. August 2023 (englisch).
7. ↑  Allan J Baker, Sergio Luiz Pereira, Oliver P Haddrath, Kerri-Anne Edge: Multiple gene evidence for expansion of extant penguins out of Antarctica due to global cooling. National Center for Biotechnology Information, 4. Oktober 2005, abgerufen am 16. August 2023 (englisch).